# Emmanuelle Blind
Emmanuelle Blind (ur. 23 maja 1970) – francuska zapaśniczka walcząca w stylu wolnym. Złota medalistka mistrzostw świata w 1989 i srebrna w 1990 i 1991. Mistrzyni świata juniorów w 1988. Pierwsza na mistrzostwach Francji w 1989, 1992 i 1993; druga w 1990 i 1995; trzecia w 1991 roku.